# Książęta smoleńscy
Władcy Księstwa Smoleńskiego:

## Kniaziowiesmoleńscy
- Stanisław Władimirowicz (ok. 988-po 1015)
- Jarosław I Mądry (po 1015–1054)
- Wiaczesław Jarosławowic (1054–1057)
- Igor Jarosławowicz (1057–1060)
- Włodzimierz Monomach (1073–1078)
- Iziasław II Władimirowicz kurski (1093–1094)
- Dawid Światosławicz (1094)
- Mścisław I Harald (1094–1095)
- Dawid Światosławicz (1095–1097)
- Światosław I Władimirowicz perejsławski (1097–1113)
- Wiaczesław Władimirowicz (1113–1125)
- Rościsław I Michał (1125–1160)
- Roman I Rościsławicz (1160–1172)
- Jaropełk Romanowicz (1172–1174)
- Roman I Rościsławicz (1174–1175)
- Mścisław II Chrobry Rościsławicz (1175–1177)
- Roman I Rościsławicz (1177–1180)
- Dawid Rościsławicz (1180–1197)
- Mścisław III Stary Romanowicz (1197–1213)
- Włodzimierz IV Dymitr (1213–1219)
- Mścisław Fiodor Dawidowicz (1219–1230)
- Rościsław III Mścisławicz (1230–1232)
- Światosław II Mścisławicz (1232–1239)
- Wsiewołod Mścisławicz (1239–1249)
- Gleb Rościsławicz (1249–1278)
- Michał Rościsławicz (1278–1279)
- Aleksander Hlebowicz (1279–1280)?
- Fiodor I Czarny Rościsławicz jarosławski (1280–1297)
- Aleksander Hlebowicz (1297–1313)
- Iwan Aleksandrowicz (1313–1359)
- Światosław IV Wielki Iwanowicz (1358–1386)
- Jerzy Światosławicz (1386–1392)
- Hleb Światosławicz (1392–1395)
- Roman II Michajłowicz Młody (1395–1401)
- Jerzy Światosławicz (1401–1405)

## Kniaziowietoropieccy
- Mścisław I Chrobry Rościsławowicz (1167–1180)
- Mścisław II Udały Mścisławowicz (1181–1213)
- Dawid Mścisławowicz (1213–1226)
- Mścisław II Udały Mścisławowicz (1226–1228)

## Kniaziowiemścisławscy
- Korygiełło Olgierdowicz Kazimierz (1377–1390)
- Lingwen Szymon (1392–1431)
- Jerzy Lingwenowicz (1431–1456)
- Iwan Juriewicz (1456–1483)
- Julianna Iwanówna (1483–1507)
- Michał Zasławski (1499–1513)

## Kniaziowiemożajscy
- Teodor Jarosław Czarny (1260–1297)
- Światosław Glebowicz (1297–1303)

- Zygmunt Kiejstutowicz (1383–1389)
- Andrzej Dymitrowicz (1389?-1432)
- Iwan Andrzejewicz (1432-po 1471)

## Kniaziowiedorohobuscy
- Siemion Konstantynowicz twerski (1346–1365)
- Jeremiasz Konstantynowicz twerski (1365–1372)